# Fàbrica la Jesusa
La fàbrica la Jesusa era un edifici del raval de Jesús, a Tortosa (Baix Ebre) inclòsa a l'Inventari del Patrimoni Arquitectònic de Catalunya.

## Descripció
Era una antiga fàbrica de farina, més coneguda per la Jesusa.
Els tres edificis principals tenien planta rectangular.
L'exterior: recinte situat al costat esquerre de la carretera nacional que des de Tortosa porta cap a Gandesa, abans d'arribar al pont que travessa el canal de la dreta de l'Ebre, o sigui abans d'arribar al raval del Jesús de Tortosa. Tres eren els edificis del recinte, dels quals en ressaltaven dos per la seva monumentalitat, car eren els més alts i de més grans proporcions i aquests eren els que dominaven el conjunt arquitectònic. Es tractava d'edificis prismàtics amb planta baixa, i tres pisos superiors amb teulada a dos vessants, sense cap element d'estructuració plàstica a destacar en el primer d'ells. El segon edifici presentava un interessant tractament del mur de la planta baixa amb carreus de pedra, mentre que els pis superior s'utilitzava per dividir, en franges horitzontals, els diferents nivells que el conformen. Aquest disposava de finestres rectangulars que, perfectament ordenades, presenten senzills emmarcaments, i damunt una cornisa de perfil complexa.

## Història
Aquesta fàbrica de farina fou inaugurada en 1867, essent la primera fàbrica d'aquest tipus en funcionar a tota la comarca. Aviat es va convertir en la més importants de la zona, i va funcionar sense interrupció -inclús durant la Guerra Civil- fins, aproximadament, l'any 1970, essent, també, l'última fàbrica d'aquestes característiques en tancar les portes. Cal recordar que funcionava amb unes turbines mogudes per la força de l'aigua del canal de la dreta de l'Ebre.